# Witchcult Today
Albums de Electric Wizard
We Live
(2004) Black Masses
(2010)
Witchcult Today est le sixième album du groupe doom metal Electric Wizard, sorti en 2007. Cet album marque le retour à un son "rustique", produit par Liam Watson, et à des ambiances proches du doom des origines. Album maitrisé et montrant un groupe sûr de sa musique, il propose un doom légèrement mélodique, avec une grosse dose d'ambiances occultes, lourdes et plombées. Les délires psychédéliques sont bien sûr toujours présents.

## Chansons
1. "Witchcult Today" – 7:54
2. "Dunwich" – 5:34
3. "Satanic Rites of Drugula" – 6:06
4. "Raptus" – 2:13
5. "The Chosen Few" – 8:19
6. "Torquemada '71" – 6:42
7. "Black Magic Rituals & Perversions" – 11:01
I. "Frisson Des Vampires"
II. "Zora"
8. "Saturnine" – 11:04
9. "Raptus Reprise" – 2:21 (pressage japonais uniquement)

## Composition du groupe
- Jus Oborn - guitare, chant, sitar
- Liz Buckingham - guitare, Orgue Hammond
- Rob Al-Issa - basse
- Shaun Rutter - batterie